# Muzeum Krajowe Karyntii

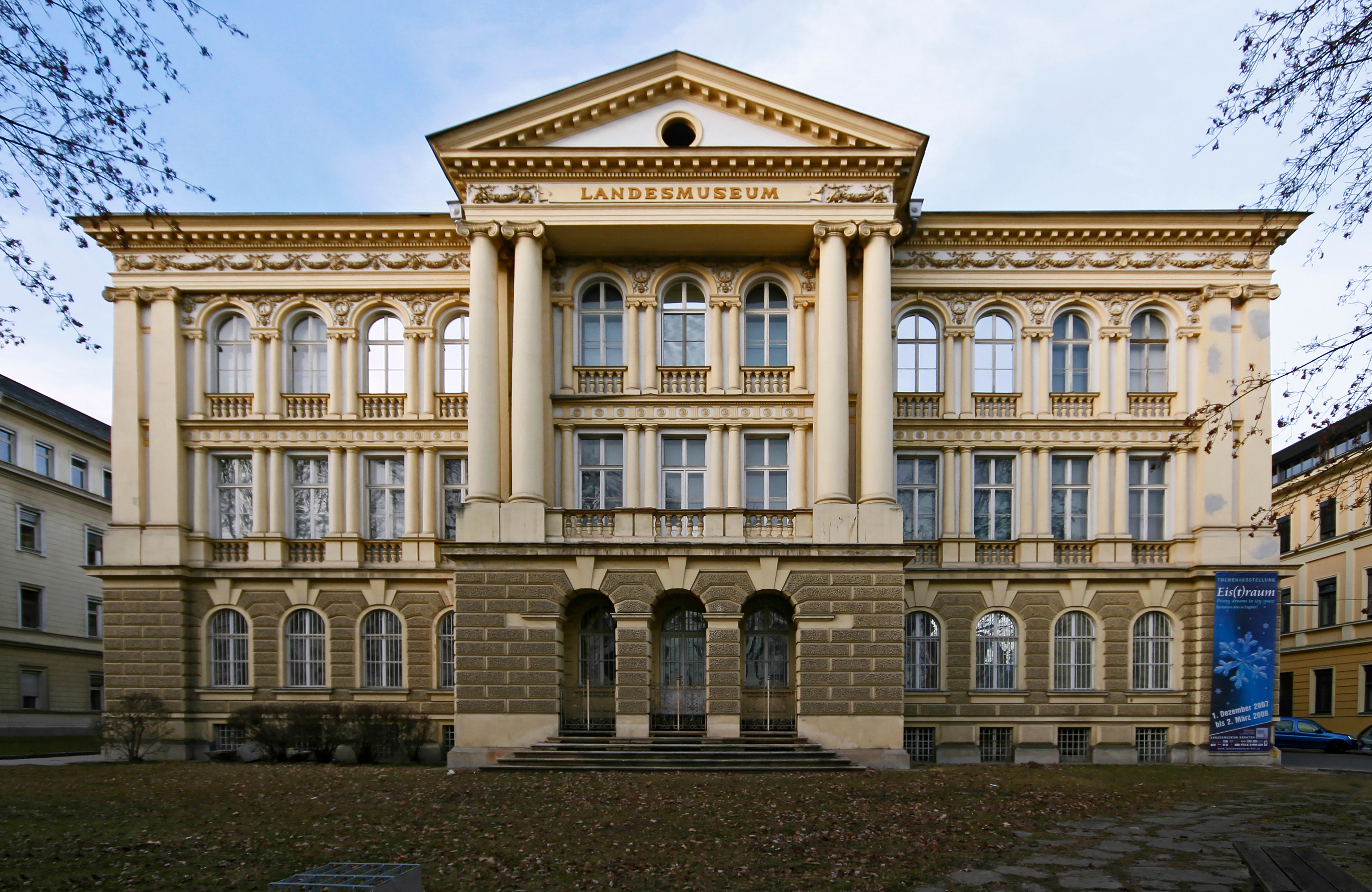
Fasada południowa

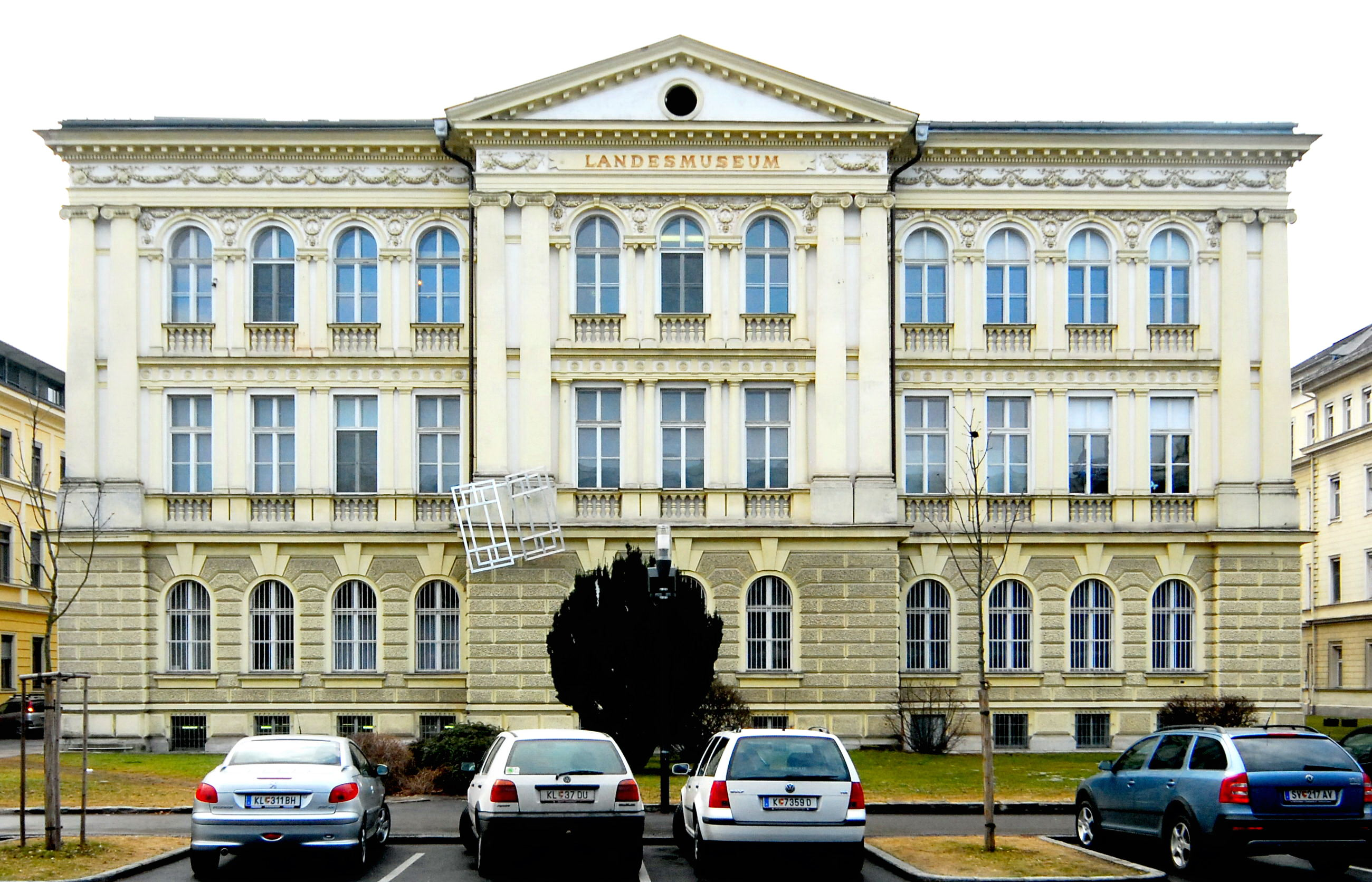
Fasada północna

Muzeum Krajowe Karyntii (niem. Landesmuseum Kärnten) znajduje się w Klagenfurt am Wörthersee, stolicy austriackiego kraju związkowego Karyntii. 
W roku 1844 powstało Towarzystwo Historyczne Karyntii (Geschichtsverein für Kärnten). Tę datę uważa się też za datę powstania Muzeum Krajowego Karyntii. Celem Towarzystwa było obok prowadzenia prac badawczych utworzenie biblioteki oraz gromadzenie eksponatów w Domu Krajowym w Klagenfurt am Wörthersee (Klagenfurter Landhaus). W roku 1848 powstało Towarzystwo Nauk Przyrodniczych, które również gromadziło eksponaty, które 1861 zostały dołączone do zbiorów Towarzystwa Historycznego.
Ze względu na brak odpowiednich pomieszczeń dla stale rosnących zbiorów obu towarzystw powołano 1877 komisję, która miała zająć się stworzeniem nowego budynku muzealnego. 
24 kwietnia 1879 wmurowano kamień węgielny, a 10 lipca 1884 odbyło się uroczyste otwarcie muzeum.
Ponieważ Arcyksiążę Rudolf osobiście osadził kamienny zwornik w kluczu arkady nad wejściem, uczczono ten fakt nieoficjalną nazwą „Rudolfinum”. Budynek w stylu neorenesansowym zaprojektował klagenfurcki architekt Gustav Gugitz. 
Po roku 1922 do kolekcji muzeum dołączono zbiory etnograficzne Ziomkostwa Karyntii. W roku 1925 otwarto ponownie muzeum pod nazwą „Karynckie Muzeum Ojczyste” (Kärntner Heimatmuseum). 
W czasie II wojny światowej budynek uległ uszkodzeniom wskutek bombardowania. Muzeum wraz ze zbiorami przeszło na własność kraju związkowego Karyntii.
Oprócz budynku głównego i Biblioteki Krajowej przy Museumsgasse posiada Muzeum pięć oddziałów zewnętrznych:
- Sala herbowa parlamentu Karyntii
- Ogród botaniczny przy Kreuzbergl
- Instytut Etnograficzny oraz muzeum mebli w Maria Saal
- Park archeologiczny Magdalensberg
- Muzeum wykopalisk rzymskich w Teurnii

Obecnie w muzeum można odnaleźć w działach, informacje dotyczące historii sztuki, numizmatyki oraz geologii, zoologii  i etnologii. Najmłodsi odwiedzający mają okazję dołączyć do programu „Akademii Archeologicznej dla juniora” albo projektu Amici Linguæ Latinæ odkrywającego tajniki starożytnego języka „Servus Latein!”. Muzeum jako jedno z niewielu w Europie, wraz z grupą artystów stworzyło bardzo realną imitację wspinania się na najwyższy szczyt Austrii, przez co turyści mają możliwość obejrzenia całej panoramy Alp Centralnych bez konieczności wspinaczki na sam szczyt.